# Prison Architect 2
Prison Architect 2 est un futur jeu vidéo de gestion développé par Double Eleven et publié par Paradox Interactive, prévu sur Microsoft Windows, PlayStation 5 et Xbox Series. Il s'agit de la suite de Prison Architect, offrant un gameplay similaire mais en 3D.

## Système de jeu
Prison Architect 2 est développé comme un jeu vidéo de construction et de gestion de prison sur plusieurs étages, en 3D. Il s'agit d'une évolution par rapport à son prédécesseur, qui était un jeu 2D sur un seul niveau,.

## Développement et sortie
Le jeu a été annoncé en janvier 2024 par Paradox Interactive, qui possède les droits depuis l’acquisition en 2019 auprès d'Introversion Software, développeur initial du premier jeu. La sortie, initialement prévue le 26 mars 2024, est reportée au 7 mai 2024, afin de « corriger davantage de bugs et d'optimiser davantage le jeu pour toutes les plateformes ». Elle est à nouveau repoussée au 3 septembre 2024 car l'équipe est confrontée à de « nouveaux défis techniques ».
Le développement initial du jeu a été réalisé par Double Eleve, mais un changement de studio de développement est annoncé par Paradox Interactive le 13 mai 2024, . Les deux parties n'ayant pas réussi à parvenir à un accord commercial, c'est Kokku, qui travaillait aux côtés de Double Eleven depuis mi-2023, qui reprend alors le développement du titre. En août 2024, Paradox repousse indéfiniment la sortie du jeu.